# Commission de services régionaux
Au Nouveau-Brunswick (Canada), il y a douze commissions de services régionaux (CSR) ayant la responsabilité d'offrir certains services ainsi que de faciliter les ententes et la coopération entre les différentes localités de la province. Elle doivent commencer officiellement leurs activités le 1er janvier 2013. Elles découlent d'un processus de réforme de la gouvernance locale et reprennent certains aspects des recommandations du Rapport Finn de 2008.

## Rôle et responsabilités
Les commissions de services régionaux ont pour rôle d'assurer ou d'améliorer la prestation des services obligatoires aux différentes localités, de faciliter les ententes de services entre celles-ci et de faciliter la collaboration régionale. Les services obligatoirement offerts par les CSR sont l'aménagement régional, l'aménagement local dans le cas des DSL, la gestion des déchets solides, la planification des mesures d'urgence ainsi que la collaboration en matière de services de police, la planification et le partage des coûts des infrastructures régionales de sport, de loisirs et de culture; d'autres services pourraient s'ajouter à cette liste.

## Gouvernance
Les municipalités sont représentées au conseil par leur maire. Contrairement aux municipalités, les DSL sont représentés au conseil par un nombre de représentants proportionnel à leur population et leur assiette fiscale. Ces représentants sont élus par les présidents des DSL mais sont nommés par le gouvernement s'il n'y a pas assez de présidents en fonction,

## Liste des commissions de services régionaux
- Région 1;
- Région 2;
- Région 3;
- Région 4;
- Région 5;
- Région 6;
- Région 7;
- Région 8;
- Région 9;
- Région 10;
- Région 11;
- Région 12.